# Creu de terme de Sant Salvador
La Creu de terme de Sant Salvador és una creu de terme a la cruïlla del carrer Sant Pere amb l'Avinguda de Tarragona al municipi de Vilafranca del Penedès (l'Alt Penedès) protegida com a bé cultural d'interès local.

## Història
Es tracta d'una antiga creu de terme d'origen gòtic. En altre temps estava situada prop del portal de Sant Pere, cap a l'actual font dels Alls. Rep el nom de la capella de Sant Salvador que hi havia més enllà de l'hospital i el convent franciscà. Les primeres referències específiques són del segle XVI i també indiquen que davant hi havia les forques per executar els malfactors. L'any 1859 es va situar al lloc actual. Va ser reconstruïda després de la guerra civil i el fust i el basament octogonals van ser refets a la dècada de 1960.

## Descripció
El material de l'obra és la pedra. Forma part del conjunt de monuments que conviuen en aquesta cruïlla, al costat de la premsa medieval de raïm. En la col·locació intervingué l'arquitecte Josep Brugal. És una creu grega i presenta un crucifix per una de les cares. A la base de la creu, de vuit costats, hi ha escuts.